# Како горе, тако доле
Како горе, тако доле (енгл. As Above, So Below) амерички је хорор филм из 2014. године, рађен техником пронађеног снимка, са Пердитом Викс, Беном Фелдманом, Едвином Хоџом и Франсоом Цивилом у главним улогама. Режисер филма је Џон Ерик Даудл, који је написао и сценарио заједно са својим братом Друом. Радња филма одвија се у Париским катакомбама, где група младих људи, трагајући за легендарним Каменом мудрости алхемичара Николаса Фламела, проналази улаз у Пакао, који одговара опису Дантеа Алигијерија у његовој Божанственој комедији.
Филм је добио помешане критике. На сајту Rotten Tomatoes критичари су га оценили са веома ниских 26%, док му је публика дала 40%. С друге стране, има веома солидне оцене (између 6,2 и 7 од могућих 10) на сајтовима IMDb, Metacritic и AllMovie. Остварио је комерцијални успех, зарадивши 41,9 милиона долара са ниским буџетом од 5 милиона долара.
На додели награда Златни трејлер, филм је добио награду за најбољи постер.

## Радња
Скарлет Марлов, млада девојка са дипломом доктора археологије и мастера хемије, наставља истраживање свог оца о чувеном Камену мудрости алхемичара Николаса Фламела, који према легенди може да претвори било који метал у злато и да подари вечни живот. Након што у пећинама Ирана пронађе „розе кључ”, који попут Камена из Розете може да послужи за дешифровање других скривених записа, Скарлет путује у Париз. Ту, уз помоћ свог бившег дечка Џорџа, успева да преведе скривени запис са Фламеловог надгробног споменика и из њега сазнаје да се камен налази на „пола пута до пакла”. Пошто су људи тада веровали да је 741 број Ђавола, јер се Пакао налази 741 стопу под земљом, Скарлет и Џорџ закључују да би камен морао бити скривен на дубини од 113 m (371 ft).
Како би се спустили на ту дубину, Скарлет предлаже да крену кроз Париске катакомбе. У групи се поред ње и Џорџа, који је оклевао због страха од пећина, налази сниматељ Бенџи и троје Француза (вођа групе Папилон, његова девојка Сукси и пријатељ Зед) који одлично познају тунеле. Пошто се на један тунел, којим су желели да иду, обруше кости из катакомбе, приморани су да крену кроз тунел кога се сви плаше. Папилон им говори да се из тог тунела нико жив није вратио, да је пре пар година њихов пријатељ по имену Ла Туп кренуо да га испита и да га више никада нису видели. Већ по самом улазу у тунел почињу да се дешавају чудне ствари, наилазе на клавир, за који Џорџ каже да је имао исти такав кад је био дете, након чега чују звоно телефона. Коначно пред њима се појављује избезумљени Ла Туп, који им говори да је „једини излаз доле”. У том тренутку, нико из групе још не схвата да се налазе у Лимбу и да једини начин да изађу из пакла јесте да прођу кроз свих девет кругова, јер се једини излаз налази на дну последњег круга.
Група наставља да прати Ла Тупа и спушта се све дубље, све док не дођу до просторије са птолемејским катанцем. Скарлет и Џорџ решавају загонетку након чега се отвара тајни пролаз који их води до просторије у којој се налази добро очувано тело Темпларског витеза, које се није распало упркос томе што је из XIV века. У наредној просторији проналазе Фламелов камен, бакље са „вечним пламеном” и гомилу злата. Скарлет узима камен, али не успева да на време упозори Папилона да је злато само замка (пошто се налазе у 4. кругу пакла, кругу похлепе). Када покушају да узму злато, на њих са обруши камење које повреди Сукси и Зеда, док Ла Туп остаје затрпан. Скарлет употреби моћ камена да излечи Суксине повреде и пошто је пут којим су дошли затрпан, морају покушати да нађу нови излаз. На плафону просторије виде гностичку Давидову звезду, која има симболичко значење: Како горе, тако доле. Скарлет схвата да мора постојати још један излаз „доле” и проналази још један тунел, који их води још дубље. Када се спусте низ њега, долазе до пролаза на чијем врху на грчком пише: „Напустите сваку наду, ви који улазите овде!” Исти натпис стајао је и на улазу у Дантеов Пакао.
Након проласка кроз овај тунел, група долази до мрачне рефлексије просторије у којој су претходно били. Ту их сачека помахнитали Ла Туп, који убија Сукси и изгуби се у једном од тунела. Папилон моли Скарлет да каменом поново спасе Сукси, али она не успева, пошто камен не може да врати мртве. Приликом спуштања низ наредни пролаз, Бенџија гурне чудна жена са бебом у руци и он остаје на месту мртав. Остатак групе потом наилази на аутомобил који гори и у њему се налази једна особа, коју очигледно Папилон познаје и за чију смрт је одговоран. Међутим, Папилон и даље пориче кривицу (8. круг пакла - лажљивци), због чега га особа увлачи у пламен и он умире.
Коначно, Скарлет, Џорџ и Зед стижу до последњег, 9. круга пакла у коме се налазе издајници и сам Сотона (Луцифер), који у мраку седи на свом престолу. Док покушавају да прођу неопажено поред њега и нађу излаз на дну 9. круга, статуе са зидова оживљавају и нападју их. Једна од њих уједа Џорџа за врат, он губи доста крви, а Скарлет покушава да га спасе помоћу камена. Међутим, камен поново не функционише. Након што Џорџ промрмља реч vitriol, Скарлет схвата да је и сам камен још једна замка, да је направила грешку што га је узела и да мора да га врати како би пронашла прави камен. Она оставља Зеда да покуша да заустави Џорџово крварење и пење се кроз тунеле, назад на границу између 4. и 5. круга где је и нашла камен. Пошто врати камен на место, на истом зиду угледа замрљано огледало и схвата да се моћ камена сада налази у њој.
Скарлет трчи назад кроз тунеле, који су сада испуњени крвљу, наилази и на леш свог оца који се обесио и успева да нађе Зеда и Џорџа, који је на самрти. Она ставља своје руке на његов врат и залечи му рану. Њих троје проналазе још један тунел који води још дубље и Скарлет по цитату Како горе, тако доле, верује да је то излаз из Пакла, али да би прошли кроз њега морају да исповеде своје грехе. Она признаје да није хтела да се јави оцу на телефон и да је он те ноћи извршио самоубиство, Џорџ признаје да је оставио млађег брата са повређеном ногом у пећини и да се он удавио, а Зед признаје да има дете, али пориче очинство иако зна да је његово. Када се спусте низ тунел, долазе до просторије у којој се налази шахта окренута наопачке и након што прођу кроз њу, камера се окреће и поново све изгледа нормално. Зед одлази, док Скарлет и Џорџ остају и љубе се испред Нотр Дама.
У завршној сцени приказана је Скарлет, која говори да није била у потрази за благом, већ за истином.

## Улоге
| Глумац            | Улога          |
| ----------------- | -------------- |
| Пердита Викс      | Скарлет Марлов |
| Бен Фелдман       | Џорџ           |
| Едвин Хоџ         | Бенџи          |
| Франсоа Цивил     | Папилон        |
| Марион Ламберт    | Сукси          |
| Али Марјар        | Зед            |
| Пабло Никомедес   | Ла Туп         |
| Хамидреза Јавден  | Реза           |
| Роџер ван Хул     | Скарлетин отац |
| Семјуел Ауизерате | Дени           |
| Каја Блоксаџ      | кустос         |

## Продукција
Уз дозволу француских власти, филм је заиста сниман у Париским катакомбама. Реквизити су веома мало коришћени, па су глумци морали да се сналазе са окружењем у катакомби. Процес продукције је био веома тежак, пошто у катакомбама нема струје, ни могућности за коришћењем мобилних телефона. Глумац Бен Фелдман пати од клаустрофобије, због чега су непрестано морали да праве паузе.

## Маркетинг и дистрибуција
Први трејлер филма објављен је 24. априла 2014. У промоцији је учествовао и јутјубер Пјудипај, који је са својом женом, Марцијом Ћелберг, посетио катакомбе, где је био престрашен на различите начине.
Како горе, тако доле је објављен на ДВД-у и Блу-реј-у 2. децембра 2014.